# Lonchocarpus minor
Lonchocarpus minor är en ärtväxtart som beskrevs av Mario Sousa. Lonchocarpus minor ingår i släktet Lonchocarpus och familjen ärtväxter. Inga underarter finns listade i Catalogue of Life.